# مقاطعة بينغهام (أيداهو)
مقاطعة بينغهام (بالإنجليزية: Bingham County)‏ هي إحدى مقاطعات ولاية أيداهو في الولايات المتحدة الأمريكية.